# Atypopenaeus stenodactylus
Atypopenaeus stenodactylus är en kräftdjursart som först beskrevs av William Stimpson 1860.  Atypopenaeus stenodactylus ingår i släktet Atypopenaeus och familjen Penaeidae. Inga underarter finns listade i Catalogue of Life.